# 1971 في جنوب إفريقيا
فيما يلي قوائم الأحداث التي وقعت خلال عام 1971 في جنوب أفريقيا.

## رياضة
- 6 مارس – جائزة جنوب أفريقيا الكبرى 1971 الفائز ماريو أندريتي.

## مواليد

### يناير
- 1 يناير – وارن غولدستاين حاخام جنوب أفريقي.
- 18 يناير – نيل غروف

### فبراير
- 8 فبراير – إلفيرا وود مبارزة بالسيف جنوب أفريقية.
- 8 فبراير – مايك وود مبارز بالسيف جنوب أفريقي.
- 9 فبراير – لوك سميث
- 12 فبراير – سيمون ليسينج تريثلت من المملكة المتحدة.
- 17 فبراير – كلينتون لارسن

### مارس
- 3 مارس – جرانت يونج لاعب كرة قدم جنوب أفريقي.
- 9 مارس – روبرت شنايدر موسيقي أمريكي.
- 18 مارس – ماريان دي سوارت لاعبة كرة مضرب جنوب أفريقية.
- 29 مارس – لارا لوغان

### أبريل
- 13 أبريل – ارين لويس لاعب كرة قدم جنوب أفريقي.
- 15 أبريل – جوسيا ثوجواني
- 28 أبريل – كريس هاجارد لاعب كرة مضرب جنوب أفريقي.

### مايو
- 1 مايو – كيم جرانت لاعبة كرة مضرب جنوب أفريقية.
- 13 مايو – فانا موكونيا
- 16 مايو – جوزيف رحمة لاعب كرة مضرب جنوب أفريقي.
- 27 مايو – غرانت ستافورد لاعب كرة مضرب جنوب أفريقي.

### يونيو
- 9 يونيو – كيث هورن لاعب غولف جنوب أفريقي.
- 19 يونيو – غرانت مورغان لاعب كريكت جنوب أفريقي.
- 28 يونيو – إيلون مسك مخترع ومطور تقني أمريكي.

### يوليو
- 5 يوليو – روبي كونيغ لاعب كرة مضرب جنوب أفريقي.
- 21 يوليو – روبي برينك لاعب رغبي جنوب أفريقي.
- 30 يوليو – مزوكيسي سيكالي ملاكم جنوب أفريقي.

### أغسطس
- 16 أغسطس – لوفمور إندو ملاكم أسترالي.

### سبتمبر
- 1 سبتمبر – ديف ويتنبرغ
- 15 سبتمبر – واين فيريرا لاعب كرة مضرب جنوب أفريقي.
- 28 سبتمبر – أنطون روبرت كروجر شاعر جنوب أفريقي.

### أكتوبر
- 10 أكتوبر – مارك ديفيس لاعب كركيت جنوب أفريقي.
- 22 أكتوبر – اماندا كوتزر لاعبة كرة مضرب جنوب أفريقية.
- 26 أكتوبر – بريندان أوغسطين لاعب كرة قدم جنوب أفريقي.
- 30 أكتوبر – غريغ سميث لاعب كركيت جنوب أفريقي.

### نوفمبر
- 21 نوفمبر – أدريان هانسن لاعب اسكواش جنوب أفريقي.
- 26 نوفمبر – دنيس سميث لاعب كركيت جنوب أفريقي.

### ديسمبر
- 17 ديسمبر – ألان خان مقدم برامج إذاعية جنوب أفريقي.
- 21 ديسمبر – براندان كاري لاعب كرة مضرب جنوب أفريقي.

## وفيات

### يناير
- 1 يناير – دودلي ميليغان (مواليد 1916) لاعب كرة قدم جنوب أفريقي.
- 14 يناير – دنيس آدامز (مواليد 1934) ملاكم جنوب أفريقي.

### فبراير
- 1 فبراير – جيم كريستي (مواليد 1904) لاعب كركيت جنوب أفريقي.
- 15 فبراير – هنري كالتينبرون (مواليد 1897) درّاج طريق جنوب أفريقي.

### أبريل
- 30 أبريل – جورج برينك (مواليد 1889)

### يوليو
- 4 يوليو – جو كوكس (مواليد 1886) لاعب كركيت جنوب أفريقي.